# Пипекуроний
Пипекурония бромид (Ардуан, Arduanum). 2b, 16b-бис (4-Диметил-1-пиперазино)-3a , 17b-диацетокси-5-a-андростана дибромид.
Синонимы: Пипекурий бромид, Пипекуроний бромид, Pipecuronii bromide, RGH 1106.
Ардуан является недеполяризующим миорелаксантом с  периферическим механизмом действия . По химическому строению и действию близок к панкуронию, получившему в последние годы широкое применение в качестве курареподобного препарата. Оба препарата являются стероидными соединениями, но гормональной активностью не обладают. Курареподобный эффект связан с наличием у этих соединений двух четвертичных аммониевых (ониевых) групп с оптическим расстоянием между ними, равным примерно расстоянию между ониевыми группами у d-тубокурарина.
Ардуан представляет собой кристаллический порошок почти белого цвета, растворимый в воде и спирте. Выпускается в виде лиофилизированного сухого вещества в ампулах; растворы вещества в 0,85 % растворе натрия хлорида прозрачны, бесцветны; pH 5,0—6,5.
В условиях эксперимента ардуан оказывает мышечно-расслабляющий эффект в дозах, в 2—3 раза меньших, чем дозы панкурония, и действует в 2 раза длительнее, чем панкуроний.
Ардуан в обычных дозах не вызывает существенных изменений в деятельности сердечно-сосудистой системы. Только в больших дозах обладает слабым ганглиоблокирующим действием; не вызывает высвобождения гистамина.
Миорелаксирующее действие ардуана снимается атропином и прозерином.
Применяют ардуан для релаксации мышц при хирургических вмешательствах разного типа, в том числе при операциях на сердце, а также при акушерско-гинекологических операциях.
Вводят ардуан внутривенно. Доза для интубации составляет 0,04—0,08 мг/кг. При дозе 0,08 мг/кг оптимальные условия для интубации наступают через 2—3 мин. Для мышечной релаксации при наркозе применяют препарат в дозах от 0,02 до 0,08 мг/кг (чаще 0,04—0,05 мг/кг). При этих дозах наступает полная релаксация длительностью около 50 мин. При необходимости удлинения эффекта применяют 1/4 часть начальной дозы. При недостаточной функции почек не следует вводить более 0,04 мг/кг.
Применять ардуан можно при разных видах наркоза (фторотаном, эфиром, закисью азота и др.) обязательно при эндотрахеальной интубации больного. Если не использовать эндотрахеальную интубацию, наступит смерть от асфиксии, так как расслабляется дыхательная мускулатура.
Тиобарбитураты (тиопентал-натрий) удлиняют время миорелаксации.
Раствор для инъекций готовят на прилагаемом растворителе непосредственно перед употреблением.
При необходимости прекратить действие ардуана вводят 1—3 мг прозерина после предварительного внутривенного введения 0,25—0,5 мг атропина.
Прим. Примерно в тех же дозах, что панкуроний (0,04—0,08 мг/кг). По активности (из расчёта на дозы, вызывающие полную миорелаксацию) оба препарата значительно (в 5—10 раз) превосходят тубокурарин.
Противопоказания
Препарат противопоказан при миастении и в ранние сроки беременности. Осторожность необходима при нарушении выделительной функции почек, так как препарат частично выделяется почками.
Хранение
Хранение: список А. В холодильнике при +4 °C.
Предостережения относительно применения
Информация для врача: Применять в условиях, позволяющих немедленно приступить к лечению анафилактической и анафилактоидной реакций. Дозы, вызывающие миорелаксации, не имеют существенного кардиоваскулярного эффекта, не вызывают брадикардию. Применения и дозировка ваголитического препаратов с целью премедикации подлежит тщательной предварительной оценке; также учесть стимулирующее влияние на вагу с других ЛС, используют одновременно, и тип операции. С осторожностью вводить препарат пациентам с АР на другие миорелаксанты в анамнезе ч / з возможную перекрестную аллергию. Нервно-мышечные заболевания: назначают с осторожностью ч / з возможно как усиление, так и ослабление действия препарата .. Перед началом анестезии необходимо компенсировать имеющиеся водно-электролитные расстройства и нарушения рН крови. Гипотермия может пролонгировать действие препарата. Гипокалиемия, дигитализация, прием диуретиков, гипермагниемия, гипокальциемия (трансфузия), дегидратация, ацидоз, гипопротеинемия, гиперкапния, кахексия могут способствовать усилению и продлению действия препарата. Может частично снижать тромбопластиновое и протромбиновое время. Применять исключительно свежеприготовленный р-н. Смешивания с инфузионными р-нами не рекомендуется. Применение во время операции кесарева сечения не изменяет показатели шкалы Апгар, мышечный тонус и кардиоваскулярную адаптацию новорожденного.
Информация для пациента: В первые 24 ч после прекращения миорелаксирующего действия не управлять автомобилем и другими механизмами, работа на которых связана с повышенным риском травматизма.